# Club de Deportes Copiapó
El Club de Deportes Copiapó es un club de fútbol de Chile de la ciudad de Copiapó, en la Región de Atacama. Fue fundado el 9 de marzo de 1999 como la primera Sociedad Anónima Deportiva en Chile, tras la desaparición del Regional Atacama el año anterior. Actualmente juega en la Liga de Ascenso de Chile.
Obtuvo un título oficial, al ganar la Tercera División 2002, además de tener dos subcampeonatos de Primera B. Por Primera División participó en dos temporadas.
El club juega de local en el Estadio Luis Valenzuela Hermosilla, inaugurado en los años 1960, con capacidad para 8000 espectadores. Disputa el llamado Clásico de Atacama contra Cobresal.

## Historia

### Fundación y debut en Tercera
Deportes Copiapó nace tras querer tener un representante del fútbol competitivo para la región tras el extinto Regional Atacama, cuadro también representativo de Copiapó, equipo que descendió a Tercera División en 1998, tras una seguidilla de malas administraciones que lo llevaron a la quiebra.
El 9 de marzo de 1999, se constituyó la primera Sociedad Anónima Deportiva del país, llamándose Club de Deportes Copiapó S.A., cuyo primer presidente fue don Ítalo González. El equipo participaría en la Tercera División de Chile de ese mismo año.

### Campeón Tercera División 2002: el salto de ANFA a ANFP
Fue un permanente animador de la competencia de Tercera División de Chile donde llegó a disputar tres finales de manera consecutiva: 2000, 2001 y 2002 (con Unión La Calera, Lota Schwager y Malleco Unido respectivamente).
Las primeras dos finales terminaron en derrota, pero finalmente la tercera final fue favorable para Deportes Copiapó que definieron con Malleco Unido y lo doblegó con una histórica goleada (7-1) jugada el día 18 de diciembre de 2002 en la comuna de Puente Alto con goles de David Cubillos, triplete de Jorge Lagunas, doblete de Francisco Moscoso y Marco Álvarez al mando del DT Gerardo Silva, consagrándose así merecidamente como el campeón de la Tercera división chilena y logrando con esto el ansiado ingreso a la Primera División B del fútbol chileno, participando por primera vez en ella desde el año 2003.

### Primeros años en el Profesionalismo
Su debut el profesionalismo no pudo ser mejor ya que debuta en la temporada 2003 con una goleada 0-5 a domicilio a Deportes La Serena en el Estadio La Portada, obteniendo hasta el día de hoy el reconocimiento de ser el mejor debut de un club proveniente del fútbol amateur. Al finalizar la temporada inaugural el balance es bastante positivo ya que logra una destacada campaña para ser su primer año en el fútbol profesional y jugando con básicamente el mismo plantel campeón de Tercera División el año anterior.
En el torneo 2004 logra participar del hexagonal final por el ascenso, pero sin lograr el sueño de llegar a Primera División. Sin embargo, las campañas 2005 y 2006 el trabajo futbolístico decae notoriamente y el "CDC" se ve relegado a los últimos lugares de la clasificación, quedando penúltimo lugar 2005 y disputando el cuadrangular por el descenso en 2006.
Campeón Primera B 2007 en Cancha, Pero descuento de Puntos
En la temporada 2007 de la mano de jugadores de casa como el goleador histórico Juan José Ossandon, Francisco Michea, Fabián Alfaro y otros de experiencia se produjo un renacer del club y un reencatamiento de la ciudad volviendo a las galerías para verlo jugar una de las mejores campañas que haya cumplido en el profesionalismo, siendo en cancha el justo campeón del torneo pues fue el elenco que más puntos obtuvo, pero errores del técnico Nelson Cossio en la inscripción de jugadores ocasionaron una sanción de 5 puntos por parte de la ANFP, relegando al club a jugar la liguilla de promoción frente a Deportes Puerto Montt y Santiago Morning. Liguilla que lamentablemente no pudo ganar por lo que se mantuvo en la Primera B para la temporada 2008.

### Escapando del descenso
El año 2008 el "CDC" estuvo a punto de volver a jugar en Tercera División tras descender vía "secretaría" por problemas económicos en lugar de Fernández Vial, sin embargo, la sanción que consistía en descuento de puntos, fue revocada.
En 2009 seguirían las pesadillas para los hinchas del "León de Atacama" ya que vieron como su club nuevamente obtenía un pésimo desempeño en el Torneo de Primera B quedando último lugar y matemáticamente descendido a la Tercera División, luego de caer en la última fecha ante San Luis de Quillota por 3-2 en el Estadio Municipal Ángel Navarrete Candia de Limache, pero logra salvarse nuevamente vía "secretaría" gracias a la desafiliación de Deportes Melipilla por problemas económicos, por lo que el club mantuvo la categoría.
Para la temporada 2010 nuevamente ve en riesgo su paso por la Primera B, porque, a pesar de armar un plantel de mayor nivel, finalizó en el último lugar del Grupo Norte, lo que significó jugar un partido de definición con Provincial Osorno para no caer a Tercera División. El equipo ganó el primer encuentro de local en Vallenar por 2-0 con goles de Nery Fernández  y cayó a un gol visitando a los sureños, resultado global 2-1 que lo consagró nuevamente en la categoría.
Al comenzar el torneo 2011, el club se reestructuró desde su dirigencia hasta su plantel, asumiendo la presidencia del club el presidente Felipe Muñoz Rodríguez y Cristián Castañeda como su Director Técnico esperando mejorar con esto su rendimiento. Pero los resultados continuaron bajos como los últimos años y es despedido, luego asume Hernan Ibarra pero no logra la salvación donde finalmente descendió, ya que en la penúltima fecha, y a pesar de vencer 3-2 a Unión Temuco con goles de Nicolás Altamirano, Occupé Bayenga y Juan José Ossandon en la inauguración del Estadio Luis Valenzuela Hermosilla , el club Magallanes, su rival directo, ganó de visita a Rangers, sobrepasándolo por más de tres puntos en la tabla general y haciéndose inalcanzable para el conjunto copiapino.

### Campeón Liguilla Segunda División 2012 y Riesgo de un nuevo Descenso
El año 2012 el "CDC" dirigidos por el DT Gerardo Silva fue invitado a jugar en la recién inaugurada Segunda División. Debutó perdiendo 3 a 2 ante Unión San Felipe "B", pero finalizando como uno de los equipos con mejor rendimiento en la liguilla, quedando en el tercer lugar, pero al gracias al castigo que se le dio a Deportes Temuco por deudas, la ANFP lo invitó a ocupar el segundo lugar, en donde cuatro equipos definieron el ascenso en los play off a la Primera B. Primero jugó contra Trasandino de Los Andes, campeón de la Tercera División, igualando 1-1 en Los Andes y derrotándolo 4-0 en Copiapó (Global 5-1) y llegando a la final. En la definición se encontró a Deportes Linares en partidos de ida y vuelta, resultando ganador en el primer partido jugado en la ciudad de Linares por 2-1 con goles de Nino Rojas y Matias Sánchez. El partido de vuelta se jugó el día 2 de diciembre de 2012 en el Estadio Bicentenario Luis Valenzuela Hermosilla ante 7000 espectadores y fue triunfo para los leones por el mismo marcador 2-1 con anotaciones de Cristóbal Chávez y Ricardo Parada (Global 4-2), con lo cual el cuadro de la Tercera Región volvió rápidamente a la Primera B.  
Durante el Torneo Transición 2013, el equipo tuvo un mal rendimiento, el que lo dejó nuevamente peleando por no descender. Terminó último en la tabla de coeficiente de rendimiento y debió jugar una definición ante Deportes Iberia, campeón de la Segunda División. En el partido de ida, jugado en Los Ángeles, empató 1-1 con gol de Carlos Ross, mientras que en la vuelta en Copiapó ganó por 4-1 (Global 5-2) con anotaciones de Sergio Comba, Ricardo Parada, Roberto Muñoz y Carlos Ross, consolidando así su permanencia en Primera B y ganándose de paso su fama de "equipo de definiciones".

### La era Rubén Sánchez: consagración en la Primera B y destacada participación en Copa Chile 2015
El torneo 2013-14 empezó con Marcelo Miranda, pero los malos resultados iniciales terminaron destituyendolo del cargo, dando así inicio a la exitosa era comandada por don Rubén Sánchez en la banca copiapina; logra rematar ese torneo en el sexto lugar en la tabla de posiciones, en un torneo marcado por las buenas actuaciones de local y además de obtener el histórico récord de estar invicto por 10 fechas.
A la luz de los buenos resultados, para el torneo torneo 2014-15 se confirma a “Picota” en la dirección técnica y se le da como meta al menos igualar el rendimiento exhibido en la temporada anterior. Dicho objetivo se logra ya que el CDC remató quinto lugar del torneo logrando así su mejor campaña en la Primera B desde el año 2007 cuando llegó a jugar la liguilla de promoción para ascender a la división de honor.
Ad-portas de empezar la temporada 2015-16 el club se logra posicionar definitivamente entre los clubes de avanzada de la división, dejando así atrás las malas campañas anteriores que lo tenían coqueteando constantemente con el descenso. Por lo que los nuevos objetivos para el club son lograr el ascenso a la primera división.
Paralelamente al torneo 2015-16 el club disputa la Copa Chile 2015 logrando una destacada participación clasificando por primera vez a los octavos de final gracias a su segundo lugar en el grupo 2 que compartía con Cobresal (vigente campeón de Primera A), Coquimbo Unido y Deportes La Serena. La hazaña del león es aún mayor puesto que en los octavos de final logra eliminar en partidos de ida (1-1) y vuelta (1-2) a Deportes Iquique con un marcador global de 3-2 logrando así acceder a los cuartos de final del certamen donde finalmente queda eliminado ante Colo-Colo sin antes dar una dura pelea en el Salvador (2-3) y Monumental (2-2) perdiendo por un estrecho 5-4 en el marcador global anotaron Gabriel Williams, Cristian Pavez, Sebastián Villegas y Juan Muriel Orlando.
El torneo Primera B 2016-2017 terminó con una irregular campaña por lo que Rúben Sánchez es despedido de su cargo y asume el exentrenador de Deportes Puerto Montt Erwin Durán para comandar al león en el Transición 2017 armando un gran plantel de jugadores con experiencia tales como su goleador Francisco Ibáñez, Nicolás Millán y Jefferson Castillo entre otros, los buenos resultados no tardaron en llegar haciendo de local los primeros partido en Vallenar y en Caldera, logrando en varias fechas ser el puntero exclusivo donde el hincha se entusiasmo cada semana peleando palmo a palmo los primeros lugares. donde finalmente Unión La Calera 34 pts se consagraría como el campeón y el león se tuvo que conformar con un segundo lugar 26 pts Histórico del club en el torneo con 57% de rendimiento.

### Campeonato 2021: Subcampeón y posibilidad de ascenso en polémica liguilla

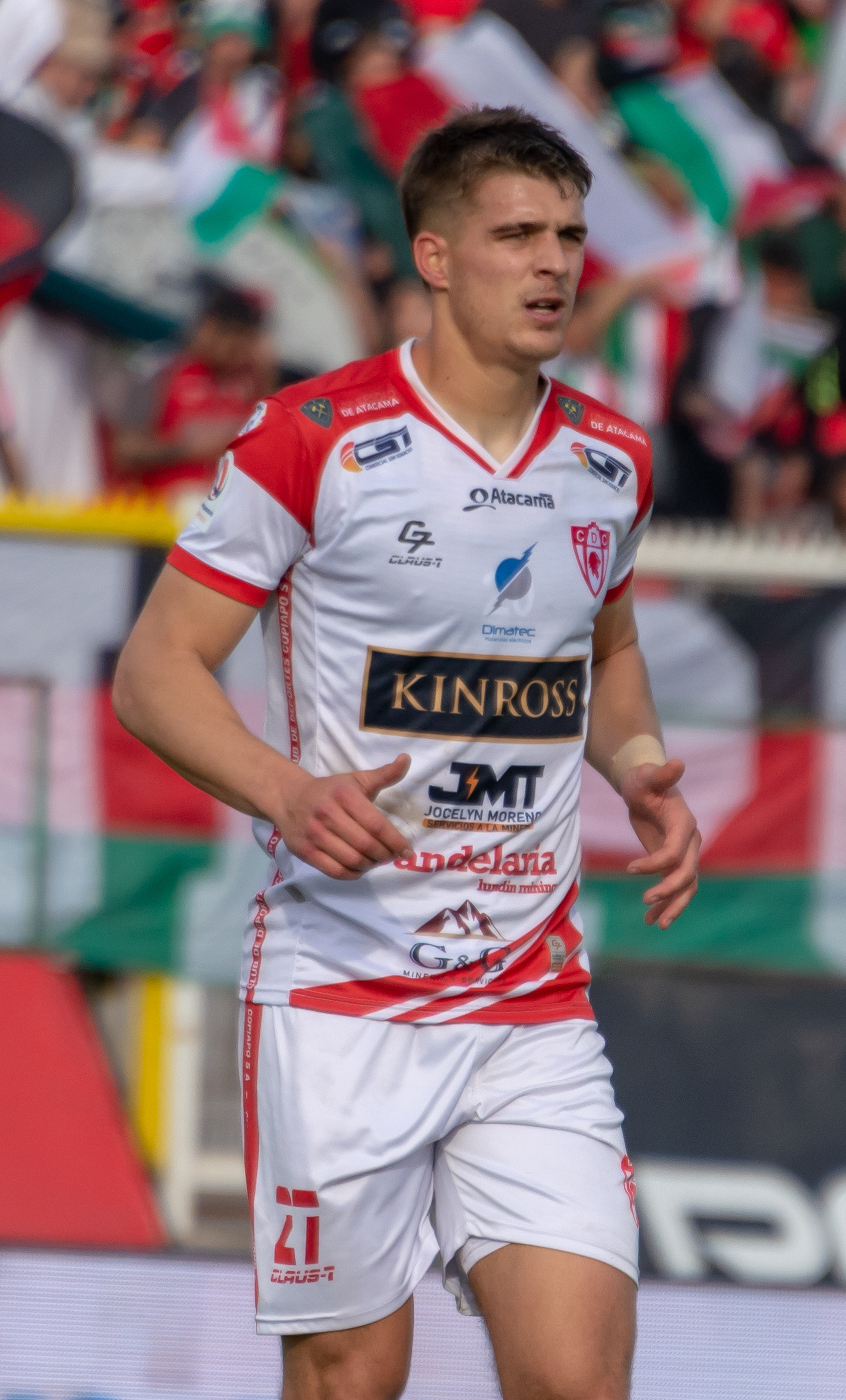
El delantero argentino Manuel López llegó al club en agosto de 2021, y a pesar que jugó solo medio año, le bastó para anotar 21 goles en 21 partidos y ser el goleador de la Primera B 2021.

De la mano del técnico Erwin Durán y con el delantero argentino Manuel López como uno de los goleadores, el club logra una notable campaña en el torneo 2021, quedando en segundo lugar de la tabla a tan solo tres puntos del campeón Coquimbo Unido. Copiapó accede a los play-offs, donde superaría a Deportes Puerto Montt y Deportes Temuco, ganando la opción de disputar frente a Curicó Unido el tan anhelado ascenso a la primera división. Las llaves quedaron pactadas para disputarse los días 15 y 22 de diciembre.
El 12 de diciembre de 2021, la ANFP decidió suspender hasta nuevo aviso la disputa de la liguilla debido a denuncias de varios clubes de la primera división en contra de Deportes Melipilla.
Mientras tanto, Deportes Copiapó sufría la incertidumbre de la disputa de los partidos: Manuel López y otros futbolistas tuvieron que buscar alojamiento debido a que sus contratos con el club finalizaban en diciembre. El 4 de enero de 2022, el técnico Erwin Durán presenta su renuncia al club. Adujo motivos personales y emocionales, los cuales no le permitiría planificar la temporada 2022. El día 12 de enero se confirma que Rubén "Picota" Sánchez asume la dirección técnica de forma interina para afrontar la liguilla.
Finalmente, el 13 de enero la Segunda Sala del Tribunal de Disciplina de la ANFP revocaría la desafiliación a Deportes Melipilla, pero confirmó la resta de seis puntos, confirmando su descenso a Primera B. Esto generó cambios en la tabla del último torneo: Curicó se salva de la promoción al quedar 14° en la tabla y Huachipato, equipo ya descendido en cancha, pasaría al 15° lugar y enfrentaría a Copiapó. Los partidos quedaron pactados para jugarse los días 22 y 26 de enero de 2022. Este hecho generó molestia e indignación en Copiapó, acusando que esta situación ya estaba preparada a favor del club acerero por parte de la ANFP.
El partido de ida jugado en el estadio Luis Valenzuela Hermosilla comenzó con una breve protesta simbólica por parte del plantel de Copiapó en cancha luego del pitazo inicial.
La vuelta en el estadio CAP de Talcahuano estaría marcada por el polémico arbitraje de Francisco Gilabert, quién cobró un dudoso penal en el minuto 71' tras una falta sobre Walter Mazzantti. El delantero acerero Cris Martínez terminaría marcando el único tanto del encuentro, generando la indignación de los futbolistas de Copiapó. Tras eso no hubo más acción en los arcos y el global quedó 4-2 para el elenco de Talcahuano.
El mal desempeño de Gilabert generó duras críticas por parte de jugadores e hinchas del club de Atacama, la prensa y el SIFUP. Este último tuvo una discusión en redes sociales con el presidente de la Comisión de Árbitros de la ANFP, Javier Castrilli.
El futbolista de Colo Colo, Óscar Opazo, también criticó el arbitraje recordando un penal no cobrado por el mismo árbitro en un duelo frente a Cobresal por el campeonato de 2020, lo que a la postre prohibiría al club albo de zafar de la promoción.
En marzo de 2022, la revista Tribuna Andes indicó que un integrante de la comisión de arbitraje se contactó con el Quality Mánager del partido, Mario Vargas (quien fiscalizó durante el partido a los árbitros del VAR), quien luego se dirigió a los árbitros para indicarles con un claro mensaje «Para Santiago es penal», lo que habría incidido en Gilabert para cobrar el lanzamiento penal.

### Campeonato 2022: Campaña e histórico ascenso a Primera División

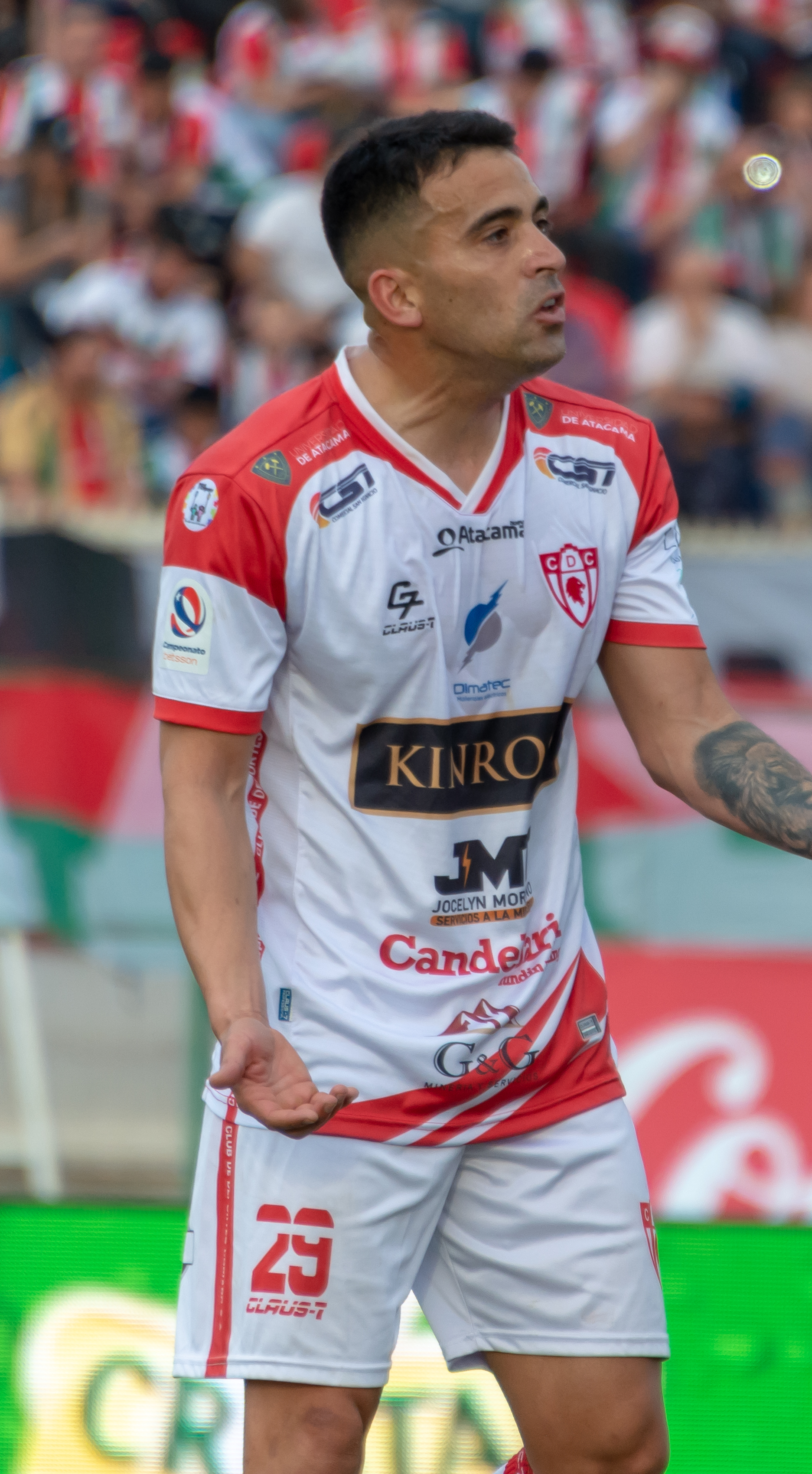
El jugador argentino, nacionalizado chileno, Maximiliano Quinteros jugó 126 partidos y anotó 52 goles en cuatro años en Copiapó, fue figura e ídolo del ascenso a Primera División y sus campañas en dicha categoría, y se convirtió en el segundo máximo goleador de la historia del club.

La temporada 2022 era otra oportunidad para el León de Atacama de tomarse revancha, luego de haber quedado a nada de ascender por primera vez en su historia como club. Para ello, mantuvieron a gran parte de la base del plantel 2021. Con jugadores como Diego García, Richard Leyton, Juan José Contreras y Jorge Luna, sumados a los refuerzos como Marco Medel, Leonardo Povea y el regreso del préstamo de Maximiliano Quinteros, el equipo tuvo una tremenda campaña que los dejó en el 3° lugar, con 52 puntos en 32 fechas jugadas, por lo que clasifican por segundo año consecutivo a la Liguilla de Ascenso. En semifinales, dejan en el camino a la Universidad de Concepción, empatando 0-0 en Concepción y goleando en la revancha en su casa, por 5-1 en el Luis Valenzuela Hermosilla. Ya en la final, deben enfrentar a Puerto Montt, dirigido por su ex técnico, Erwin Durán. En la ida no desplegan su mejor fútbol, cayendo goleados por 3-0 en el sur. Para la revancha, más de 7000 personas acompañan a Copiapó, que remonta la llave ganando por 4-0, con un rendimiento superlativo de su oncena.
Los leones ganan la liguilla y deben enfrentarse en el Playoff de Ascenso contra Cobreloa, equipo que terminó 2° en la tabla general. La ida se juega en Copiapó, ante casi 8 mil espectadores. En un duelo muy apretado, albirrojos y loínos igualan sin goles, teniendo que definir al segundo ascendido a Primera División en Calama, 4 días más tarde.
El domingo 27 de noviembre de 2022, se disputa la final de vuelta del playoff de ascenso entre Cobreloa (2° tabla anual) y Deportes Copiapó (ganador liguilla). Desde la prensa, hasta los más avezados del mundo futbolero, daban como amplios favoritos a los "naranjas" que ante más de 12.500 personas, con un impresionante invicto como local y con un impactante recibimiento, querían retornar a Primera División luego de 7 largos años. Por otra parte, estaba el León de Atacama, que con estadísticas y público en contra, humilló a los "zorros", derrotándolos por 0-5 en su estadio; que con 3 goles de Maximiliano Quinteros, uno de Jorge Luna y otro de Eduardo Puchetta, sellaron un histórico triunfo del cuadro atacameño, que rompe el largo invicto minero de 18 partidos consecutivos sin conocer la derrota en casa, por partidos del Ascenso y además asciende por primera vez a la división de honor del fútbol chileno, dónde debutará la próxima temporada.

### 2023: Primera División

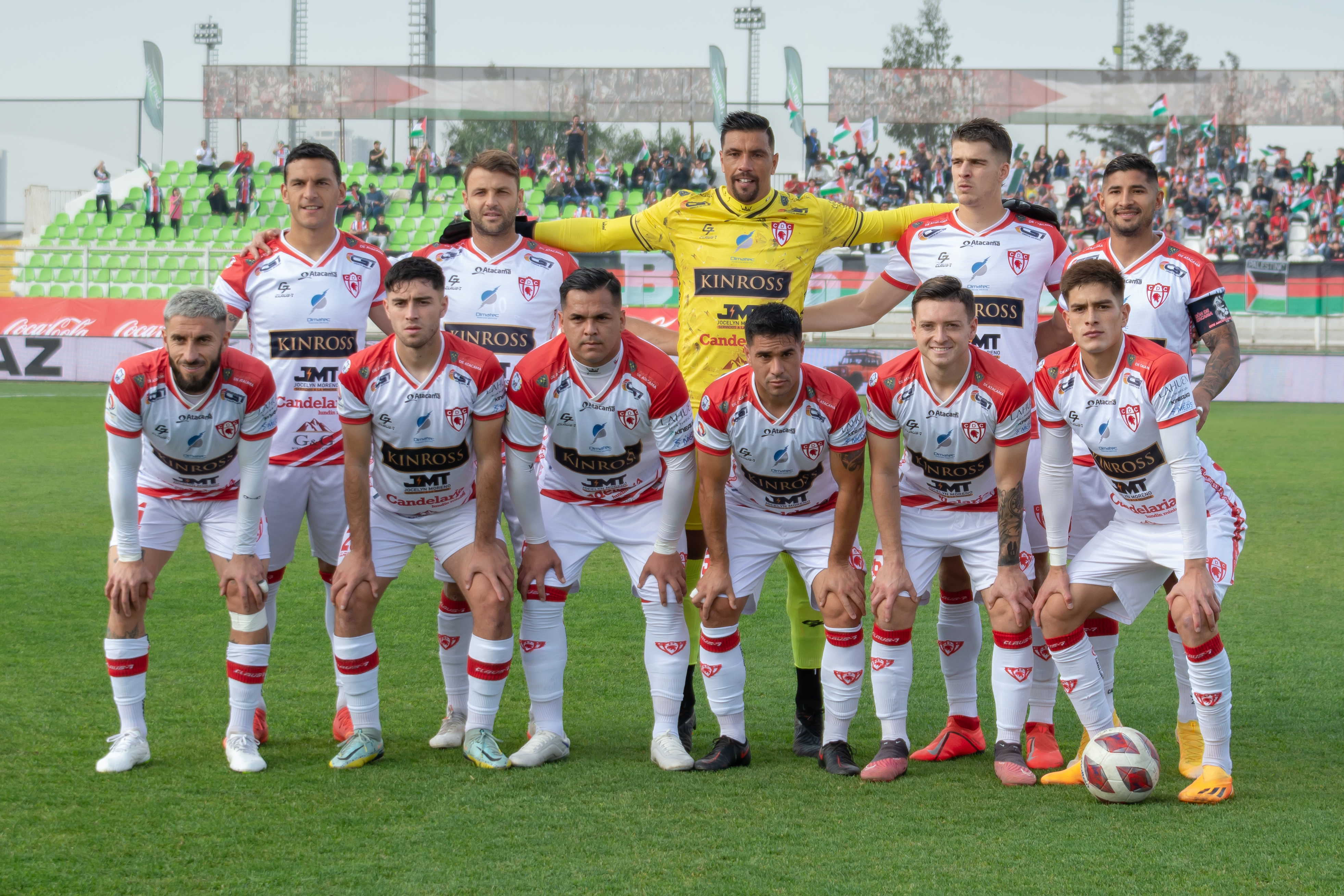
Formación titular de Deportes Copiapó en el Estadio municipal de La Cisterna, previo al duelo ante Palestino, por la Primera División 2023.

El 22 de enero de 2023, Deportes Copiapó hace su debut en Primera División de local frente a Colo-Colo en donde el encuentro terminó 2:5 a favor de los colocolinos, y logrando los 2 primeros goles en la división, a los 32' por Maximiliano Quinteros y a los 92' por Manuel López. Tras el debut, ha cosechado sólo derrotas, ante Audax Italiano, Cobresal y Palestino. El día 9 de diciembre en la última fecha, le ganó a Everton de Viña del Mar por 2 a 0 en un partido de la salvación del descenso, como resultado aseguró su permanencia, para la próxima temporada en 2024 y será su segunda participación, en la máxima categoría.

### 2024: Descenso a la Primera B
En la temporada 2024, el equipo copiapino realizó una mala campaña, que terminó desencadenando en su descenso a la Primera B, tras perder como local  por 5-2 ante Everton, en la antepenúltima fecha de dicho torneo. Incluso en la última fecha, pudo costarle el título a Colo-Colo (al que venció como visita por 1-0 en la primera rueda), pero el empate 1-1 como local ante los albos y el también empate de Universidad de Chile, también como local ante Everton, significó la estrella 34 para el equipo colocolino.

## Uniforme
Desde el año de su fundación en 1999, Deportes Copiapó utilizaba uniforme verde con blanco (los colores de la selección de Copiapó), dejando la camiseta albirroja como alternativa. Sin embargo, entre los años 2005 y 2006, y en vista del cariño que aún la ciudad le tenía al extinto Regional Atacama, usó los colores blanco y rojo como oficiales, volviendo en el año 2007 a la camiseta albiverde.
En 2010, el CDC volvió a usar la camiseta con franjas de colores verde y blanco, pero con la particularidad de que estas tenían forma ondulada. En la temporada siguiente, Deportes Copiapó utilizó una camiseta de color verde con una franja bicolor en el pecho de colores blanco y rojo, donde destacó el escudo de la ciudad en su centro.En 2012, en tanto, surgió una indumentaria completamente roja. 
En 2014, y por motivo de los 15 años del club, se lanzó una camiseta conmemorativa, a cargo de la empresa local Cogg, la cual constaba de un diseño en blanco con una franja diagonal roja y verde.
Desde la temporada 2013-14 el club comenzó a vestir una indumentaria titular blanca con detalles rojos, y una alternativa negra con detalles rojos, y en algunas ocasiones roja con partes de color blanco.

### Uniforme titular
| 1999 | 2000-01 | 2002 | 2003-04 | 2005-06 | 2007-08 | 2009 | 2010 | 2011 |

| 2012 | 2013-14 | 2014-15 | 2015 | 2015-16 | 2016-17 | 2018-19 | 2020-21 | 2021 |

| 2023 | 2024 | 2024 |

### Uniforme alternativo
| 2005-06 | 2009 | 2010 | 2011 | 2012 | 2013-14 | 2014-15 | 2015-16 | 2016-17 | 2018-19 |

| 2020-21 | 2021 | 2023 | 2024 |

### Tercer uniforme
| 2009 | 2014 | 2023 |

### Equipamiento
| Período   | Proveedor             |
| --------- | --------------------- |
| 1999      | Uhlsport              |
| 2000-2001 | Adidas                |
| 2005-2008 | Training Professional |
| 2008-2009 | JCQ                   |
| 2010-2012 | Training Profesional  |
| 2013-2014 | Romma                 |
| 2014-2015 | COGG                  |
| 2015-2017 | OneFit                |
| 2018-2019 | CAFU Football         |
| 2020-2021 | OneFit                |
| 2022-2024 | Claus-7               |
| 2024-     | KS7                   |

| Período   | Auspiciador Principal |
| --------- | --------------------- |
| 1999      | Ekono                 |
| 2002-2005 | Deca                  |
| 2006-2008 | Aguas Chañar          |
| 2009-2011 | PF                    |
| 2013-2014 | Barrick Gold          |
| 2016-2017 | Comercial Sol         |
| 2018      | FactorOne             |
| 2021      | G&G Minería           |
| 2022-     | Kinross               |

## Estadio
Deportes Copiapó juega en calidad de local en el estadio Luis Valenzuela Hermosilla, el cual fue inaugurado en la década de 1960, y reempastado en 1999, pertenece a la Ilustre Municipalidad de Copiapó, tiene una capacidad para 15 000 personas, y sus graderías en su mayoría son de tablón, la cancha tiene 105 metros de largo por 65 de ancho, y posee también 4 torres de iluminación (torres del antiguo aeródromo chamonate). Además tiene una pista sintética de atletismo con 6 carriles y apta para las pruebas de campo, la que se instaló en 1999.
En el complejo deportivo también se encuentra el estadio techado municipal "Orlando Guaita Botta" que puede albergar disciplinas como básquetbol, vóleibol, kárate, cheerleading y espectáculos musicales con capacidad para 5000 espectadores.
Esta también la Piscina olímpica municipal la que tiene 50 metros de largo por 25 de ancho y 8 carriles,  y graderías para 500 espectadores, esta fue inaugurada en la década de 1970. En las dependencias también hay un gimnasio completamente equipado con maquinarias para actividad física, y zonas de entrenamiento para gimnasia artística.
El año 2008 la ANFP ha prohibido el uso de la cancha principal para jugar a fútbol profesional, esto a raíz del pésimo estado del campo de juego, situación que cada vez que es solucionada vuelve a empeorarse con eventos como conciertos, demostraciones ecuestres y otros. La cancha ha sido arreglada de momento para que el "león" pueda actuar de local en Copiapó. Además, se ha presentado el proyecto donde se construirá un nuevo estadio con la última tecnología y cumpliendo con todas las normas FIFA. Este proyecto presenta una inversión millonaria en insferaestructura deportiva para la ciudad de Copiapó y para Chile.

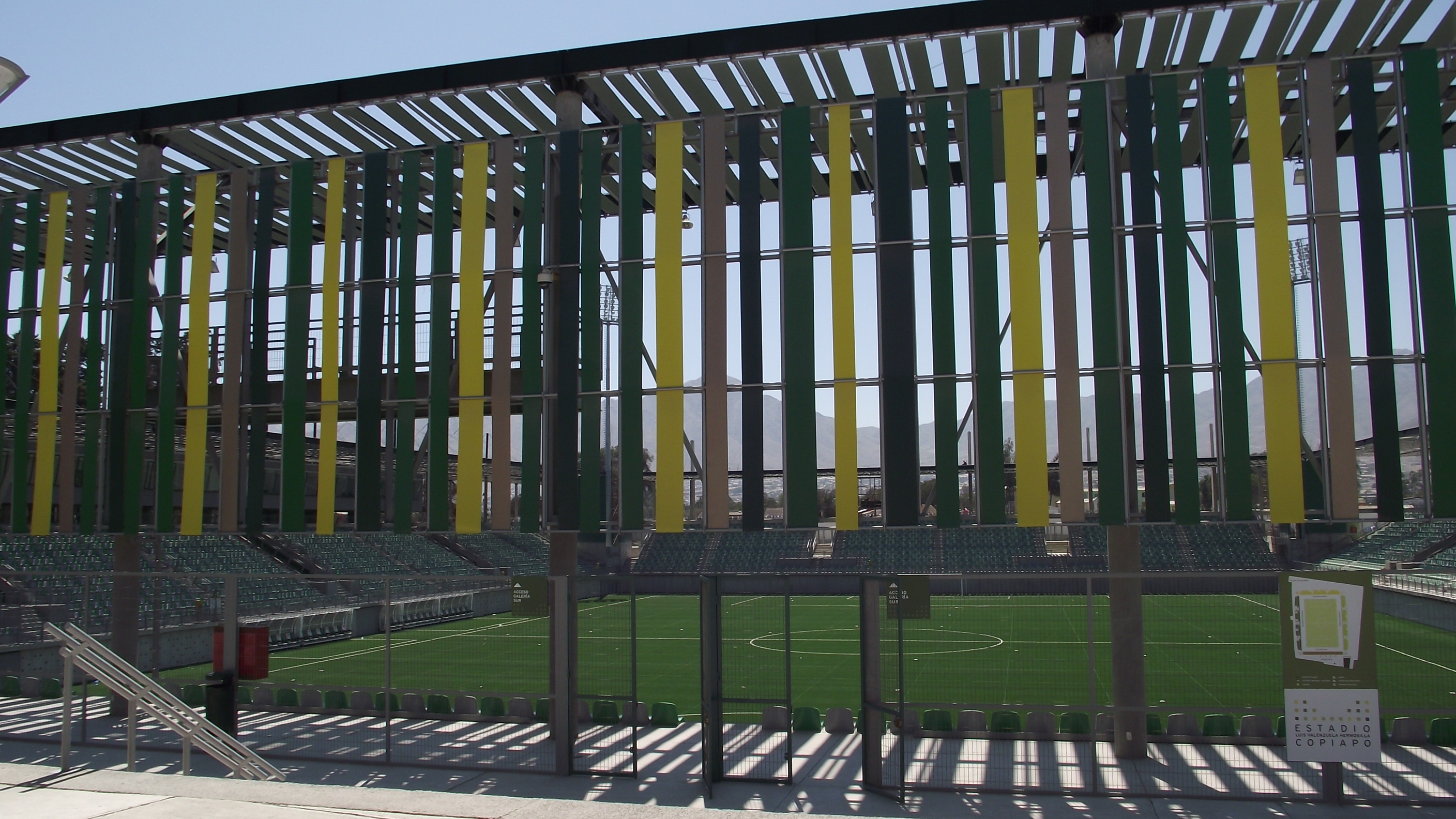
Estadio Luis Valenzuela Hermosilla hasta antes del aluvión del año 2015.

Tras un par de años variando su localía entre los estadios de Vallenar (Nelson Rojas), Chañaral (Luis Álamos Luque), Caldera (La Caldera) y Tierra Amarilla (Eladio Rojas), finalmente se concretó la refacción del Luis Valenzuela Hermosilla, siendo reinaugurado el 12 de noviembre del año 2011. Al día siguiente se jugó el primer partido en la nueva cancha, siendo un triunfo por 3 goles a 2 frente a Unión Temuco, el que paradójicamente no serviría para mantener la categoría del elenco copiapino.
Desde el año 2012 y hasta inicios del 2015 el club ejerció su localía en remozado "Estadio Bicentenario Luis Valenzuela Hermosilla", pero debido al aluvión que azotó a toda la región de Atacama el 25 de marzo de 2015, la ciudadanía no solo lamentó la pérdida de personas sino también vieron como el paso del agua y lodo destrozaba todo a su paso. Así, el remozado Luis Valenzuela Hermosilla quedó completamente inundado: los más de 5 metros de agua que cubrieron la cancha, camarines e instalaciones dejaron el recinto deportivo totalmente inutilizable, por lo que Deportes Copiapó se traslada y ejerce su localía en la comuna de Tierra Amarilla, Vallenar y Caldera. Se volvió a habilitar en 2018.

## Datos del club
- Temporadas en Primera División: 2 (2023-2024)
- Temporadas en Primera B: 20 (2003-2011, 2013-2022, 2025-)
- Temporadas en Segunda División: 1 (2012)
- Temporadas en Tercera División: 4 (1999-2002)
- Mejor puesto en Primera B: 4.º (2007) 2.º (2017, 2021)
- Peor puesto en Primera B: 14.º (2009, 2010, 2011,2018)
- Mejor puesto en Segunda División: 2.º (2012)
- Mejor puesto en Tercera División: 1º (2002)
- Mayor goleada conseguida:
  - En Primera División: 4-0 ante Cobreloa (2024)
  - En Primera B: 6-1 a Unión La Calera  (2004)
  - En Segunda División: 6-0 a Fernández Vial y Unión Española B  (2012)
  - En Tercera División: 9-0 a Municipal Las Condes  (1999)
- Mayor goleada recibida:
  - En Primera División: 2-5 ante Colo Colo (2023)
  - En Primera B: 0-6 ante Unión San Felipe (2014-15)
  - En Tercera División: 0-7 ante San Luis de Quillota.

### Goleadores históricos
En esta lista se muestran los 7 máximos goleadores del Club Deportes Copiapó en todos sus años de existencia.[cita requerida]
Fecha de actualización: 29 de septiembre de 2024.
| Jugador                | Goles |
| ---------------------- | ----- |
| Juan José Ossandón     | 138   |
| Maximiliano Quinteros  | 52    |
| Jorge Lagunas          | 32    |
| Matías Sánchez Herrera | 32    |
| Manuel López           | 27    |
| Juan Jaime             | 20    |
| Javier Guarino         | 19    |

## Jugadores

### Plantilla 2025
- Por disposición de la Asociación Nacional de Fútbol Profesional (ANFP), los equipos chilenos en la Liga de Ascenso están limitados a tener en su plantel un máximo de cinco futbolistas extranjeros, más un juvenil extranjero inscrito en el fútbol formativo desde el año 2023.
- Por disposición de la ANFP, el número de las camisetas no puede sobrepasar al número de jugadores inscritos.
- Por disposición de la ANFP, el plantel debe utilizar al menos 1890 minutos a juveniles chilenos nacidos a partir del 1 de enero de 2004.

### Altas 2025
| Jugador          | Posición      | Procedencia         | Tipo                |
| ---------------- | ------------- | ------------------- | ------------------- |
| Julio Fierro     | Portero       | Colo-Colo           | Préstamo            |
| Agustín Ortíz    | Defensa       | Barnechea           | Retorno de préstamo |
| Carlos Salomón   | Defensa       | Barnechea           | Libre               |
| Diego Opazo      | Defensa       | Santiago Morning    | Libre               |
| Fabián Torres    | Defensa       | Audax Italiano      | Libre               |
| Jeremy Orellana  | Defensa       | Brujas de Salamanca | Libre               |
| John Santander   | Defensa       | Santiago Morning    | Libre               |
| Marcelo Filla    | Defensa       | Cobresal            | Libre               |
| Claudio Zamorano | Mediocampista | Magallanes          | Libre               |
| Jairo Coronel    | Mediocampista | Miramar Misiones    | Traspaso            |
| Briam Acosta     | Mediocampista | Maldonado           | Libre               |
| Thomas Jones     | Mediocampista | Magallanes          | Libre               |
| Franco Mazurek   | Mediocampista | Ironi Tiberias      | Libre               |
| Enzo Fernández   | Mediocampista | Deportes Santa Cruz | Préstamo            |
| Axl Ríos         | Mediocampista | Everton             | Préstamo            |
| César Díaz       | Delantero     | Santiago Morning    | Libre               |
| Carlos Soza      | Delantero     | Deportes Linares    | Libre               |
| Carlos Ross      | Delantero     | Sport Huancayo      | Libre               |
| Benjamín Osses   | Delantero     | Cobresal            | Préstamo            |
| Matías Gallegos  | Delantero     | Barnechea           | Libre               |
| Octavio Padovani | Delantero     | Villa San Carlos    | Libre               |

### Bajas 2025
| Jugador               | Posición      | Destino                     | Tipo            |
| --------------------- | ------------- | --------------------------- | --------------- |
| Matías Zamora         | Portero       | Bandera de ?                |                 |
| Diego García          | Defensa       | Everton                     | Libre           |
| Diego Carrasco        | Defensa       | Deportes Concepción         | Libre           |
| Byron Nieto           | Defensa       | Deportes Antofagasta        | Fin de préstamo |
| Nicolás Vargas        | Defensa       | Bandera de ?                |                 |
| Yerco Oyanedel        | Defensa       | Universidad de Concepción   | Libre           |
| Yonathan Andía        | Mediocampista | Deportes Limache            | Libre           |
| Bryan Soto            | Mediocampista | Deportes Iquique            | Fin de préstamo |
| Fabián Manzano        | Mediocampista | Deportes Antofagasta        | Libre           |
| Leonardo Pais         | Mediocampista | Bandera de ?                |                 |
| Jorge Luna            | Mediocampista | Santiago Wanderers          | Libre           |
| Yerko González        | Mediocampista | Unión San Felipe            | Fin de préstamo |
| Marco Medel           | Mediocampista | Santiago City               | Libre           |
| Juan Carlos Gaete     | Delantero     | Cobresal                    | Fin de préstamo |
| Maximiliano Quinteros | Delantero     | Curicó Unido                | Libre           |
| Martín Araya          | Delantero     | Palestino                   | Fin de préstamo |
| Tobías Figueroa       | Delantero     | Deportes Antofagasta        | Fin de préstamo |
| Felipe Reynero        | Delantero     | Bandera de ?                |                 |
| Franco Torres         | Delantero     | Gimnasia y Esgrima La Plata | Fin de préstamo |
| Isaac Díaz            | Delantero     | Rangers                     | Libre           |

## Entrenadores

### Cronología
- Wilson Piñones y Rubén Sánchez (1999)
- Jorge Rodríguez (2000)
- Hernán Castro (2000-2001)
- Gerardo Silva (2002-2003)
- Rubén Sánchez (2004)
- Manuel Soto (2004-2005)
- Nelson Cossio (2006-2008)
- Víctor Palma (2008)
- Nelson Cossio (2009-2010)
- Orlando Mondaca (2010)
- Nelson Cossio (2010)
- Cristián Castañeda (2011)
- Hernán Ibarra (2011)
- Gerardo Silva (2012-2013)
- Rubén Sánchez (2013)
- Marcelo Miranda (2013)
- Rubén Sánchez (2013-2016)
- Francisco Michea (2016)
- Rubén Sánchez (2016-2017)
- Erwin Durán (2017-2018)
- Héctor Almandoz (2018-2020)
- Emiliano Astorga (2020-2021)
- Erwin Durán (2021)
- Rubén Sánchez (2021)
- Héctor Almandoz (2022-2023)
- Ivo Basay (2023-2024)
- Hernán Caputto (2024-)

## Palmarés

### Títulos nacionales
- Tercera División de Chile (1): 2002
- Subcampeón de la Primera B de Chile (2): Transición 2017, 2021
- Subcampeón de la Segunda División Profesional de Chile (1): 2012
- Subcampeón de la Tercera División de Chile (2): 2000, 2001